# Pachyanthidium obscurum
Pachyanthidium obscurum là một loài Hymenoptera trong họ Megachilidae. Loài này được Pasteels mô tả khoa học năm 1984.